# Jeff Cheeger
Jeff Cheeger (né le 1er décembre 1943 à Brooklyn (New York)) est un mathématicien et un professeur américain. Depuis 1993, il enseigne au Courant Institute of Mathematical Sciences de New York. Ses travaux portent sur la géométrie différentielle et ses applications en topologie et en analyse.
Au cours de sa carrière, il est membre de plusieurs comités et panels de la Société américaine de mathématiques et de la National Science Foundation. Il supervise également aux moins treize doctorats et trois post-doctorats.

## Biographie
Diplômé en arts de l'université Harvard en 1964, il obtient une maîtrise en sciences de l'université de Princeton en 1966. Il travaille comme assistant en recherche et en enseignement, puis obtient un Ph.D. en 1967.
En 1967 et 1968, il est chercheur postdoctoral pour la National Science Foundation, puis professeur assistant à l'université du Michigan de 1968 à 1969. De 1969 à 1971, il est professeur associé à la Stony Brook University, puis professeur à partir de 1971. En 1984, Cheeger reçoit la Bourse Guggenheim. À partir de 1985, il est leading professor, puis distinguished professor (en) de 1990 à 1992.
En 1997, il est élu membre de l'United States National Academy of Sciences. « Cheeger a découvert plusieurs résultats fondamentaux en géométrie riemannienne tels des estimations pour le spectre de l'opérateur de Laplace-Beltrami ainsi que l'identité des définitions analytiques et géométriques de la torsion. Il a également mené à la résolution de plusieurs problèmes en topologie, en théorie des graphes, en théorie des nombres ainsi que dans le processus de Markov, ». En 1998, il est élu « membre étranger » de l'Académie finlandaise des sciences.
Au cours des années, Cheeger a également occupé divers postes temporaires au Brésil (1971), à l'Institute for Advanced Study (1972, 1977, 1978, 1995), à l'université Harvard (1972), à l'Institut des hautes études scientifiques (1984–1985) et à la Mathematical Sciences Research Institute (1985). Il a été invité à prononcer une conférence au congrès international des mathématiciens en 1974 et en 1986.
En 2001, il reçoit le quatorzième prix Oswald Veblen de la Société américaine de mathématiques.

## Prix et distinctions
- 2021 : prix Shaw,
- 2012 : Fellow de la Société américaine de mathématiques[5],
- 2001 : prix Oswald Veblen,
- 1997 : élu à l'United States National Academy of Sciences
- 1992-1994 : Max Planck Research Award de l'Alexander von Humboldt Society,
- 1984-1985 : Bourse Guggenheim,
- 1971-1973 : Sloan Fellowship,

## Liste sélective de publications
- (en) Jeff Cheeger et Bruce Kleiner, « On the differentiability of Lipschitz maps from metric measure spaces to Banach spaces.  Inspired by S. S. Chern », Nankai Tracts Math., 11, World Sci. Publ., Hackensack, New Jersey,‎ 2006, p. 129—152
- (en) Jeff Cheeger, « Differentiability of Lipschitz functions on metric measure spaces », Geom. Funct. Anal., vol. 9, no 3,‎ 1999, p. 428—517
- (en) Jeff Cheeger et T. H. Colding, « Lower bounds on Ricci curvature and the almost rigidity of warped products », Annals of Math, vol. 144,‎ 1996, p. 189-237
- (en) Jeff Cheeger et G. Tian, « On the cone structure at infinity of Ricci flat manifolds with Euclidean volume growth and quadratic curvature decay », Invent Math, vol. 118,‎ 1994, p. 493-571
- (en) Jeff Cheeger et M. Gromov., « Collapsing Riemannian manifolds while keeping their curvature bounded, II », J. Differential Geometry, vol. 31, no 4,‎ 1990, p. 269-298
- (en) Jeff Cheeger et J. M. Bismut, « Eta-invariants and their adiabatic limits », J. American Mathematical Society, vol. 2, no 1,‎ 1989, p. 33-70
- (en) Jeff Cheeger, Mikhail Gromov et Michael Taylor, « Finite propagation speed, kernel estimates for functions of the Laplace operator, and the geometry of complete Riemannian manifolds », J. Differential Geom, vol. 17, no 1,‎ 1982, p. 15—53
- (en) Jeff Cheeger, « On the Hodge theory of Riemannian pseudomanifolds », Amer. Soc. Proc. Sym. Pure Math, vol. 36,‎ 1980, p. 91-146
- (en) Jeff Cheeger, « Analytic Torsion and Reidemeister Torsion », PNAS, vol. 74, no 7,‎ 1977, p. 2651–2654 (PMID 16592411, PMCID 431228, DOI 10.1073/pnas.74.7.2651, lire en ligne)
- (en) Jeff Cheeger et Detlef Gromoll, « The splitting theorem for manifolds of nonnegative Ricci curvature », J. Differential Geometry, vol. 6,‎ 1971-1972, p. 119—128
- (en) « A lower bound for the smallest eigenvalue of the Laplacian.  Problems in analysis (Papers dedicated to Salomon Bochner, 1969) », Princeton Univ. Press, Princeton, New Jersey,‎ 1970, p. 195–199
- (en) Jeff Cheeger et Detlef Gromoll, « The structure of complete manifolds of nonnegative curvature », Bull. Amer. Math. Soc., vol. 74,‎ 1968, p. 1147—1150
- (en) Jeff Cheeger, « Finiteness theorems for Riemannian manifolds », Amer. J. Math., vol. 92,‎ 1970, p. 61—74